# 2008年度兒歌金曲頒獎典禮得獎名單
2008年度兒歌金曲頒獎典禮，於2008年8月29日在將軍澳電視廣播城舉行，8月31日於翡翠台及高清翡翠台播出。

## 概述
主題：古城尋寶
兒童節大使：商天娥、謝安琪、I Love U Boyz
收視為18點。

## 十大兒歌金曲
1. 《水果大聯盟》 - 裕美
2. 《童話之夢》 - HotCha
3. 《哦》 - 周柏豪
4. 《活力健康舞》 - 莫凱謙
5. 《彩雲國物語》 - 鍾嘉欣
6. 《陽光·雨》 - 馮曦妤
7. 《成長必經雨》 - 麥長青、黃婉瑤
8. 《魔法戰隊》 - 陳柏宇
9. 《一於繼續笑》 - 放學ICU主持
10. 《拯救星球》 - 蔡淇俊

## 最受爹D媽咪歡迎兒歌大獎
- 《開心世界》 - 薛家燕、家燕媽媽兒童合唱團

## 最佳兒歌作曲大獎
- 《簡單就是美》 - 作曲：福頭　主唱：熊熊兒童合唱團

## 最佳兒歌作詞大獎
- 《爸媽，再見了！》 - 作詞、主唱：陳美鳳

## 兒歌金曲金獎
- 《彩雲國物語》 - 鍾嘉欣